# Sequenza I
Sequenza I es una composición escrita en 1958 por Luciano Berio para el flautista Severino Gazzelloni. Fue publicada por primera vez por Suvini-Zerboni, pero la partitura fue revisado mucha más tarde y esta versión fue publicada por el Universal Edition en 1992. Es el primero de una serie de catorce Sequenze, cada una para un instrumento solista (o voz), el último fue compuesto en el año 2002.